# Ovella Suffolk

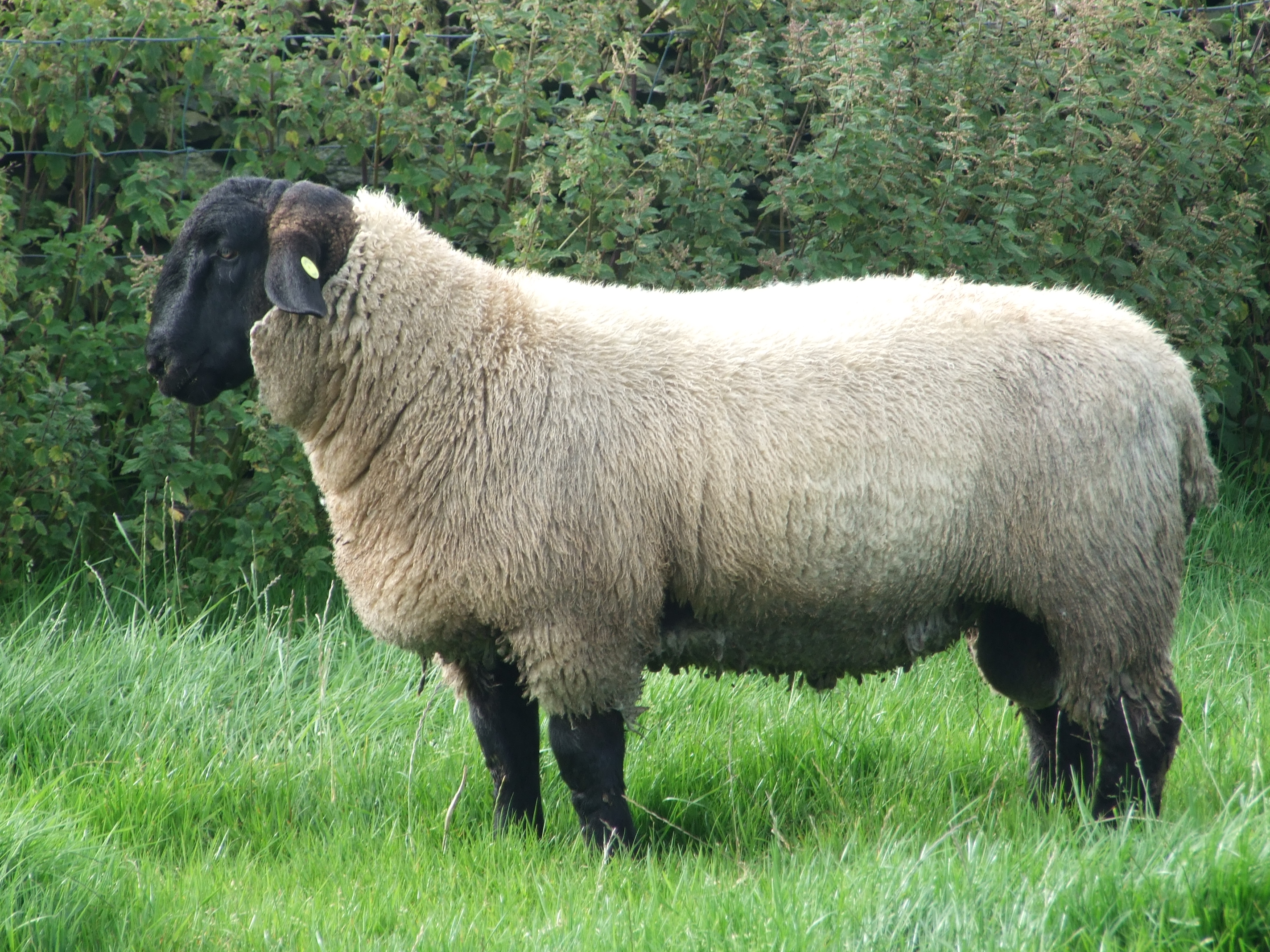
Una ovella Suffolk de 7 mesos d'edat

L'ovella Suffolk, en anglès:Suffolk sheep, és una raça d'ovella amb el cap negre i obert que es cria principalment per la seva carn.
Especialment quan es creua amb la raça d'ovella gal·lesa de muntanya, també se n'aprofita la llana.
La raça Suffolk és més resistent que altres races a la malaltia causada per menjar l'asfodel de la torbera (bog asphodel).

## Origen

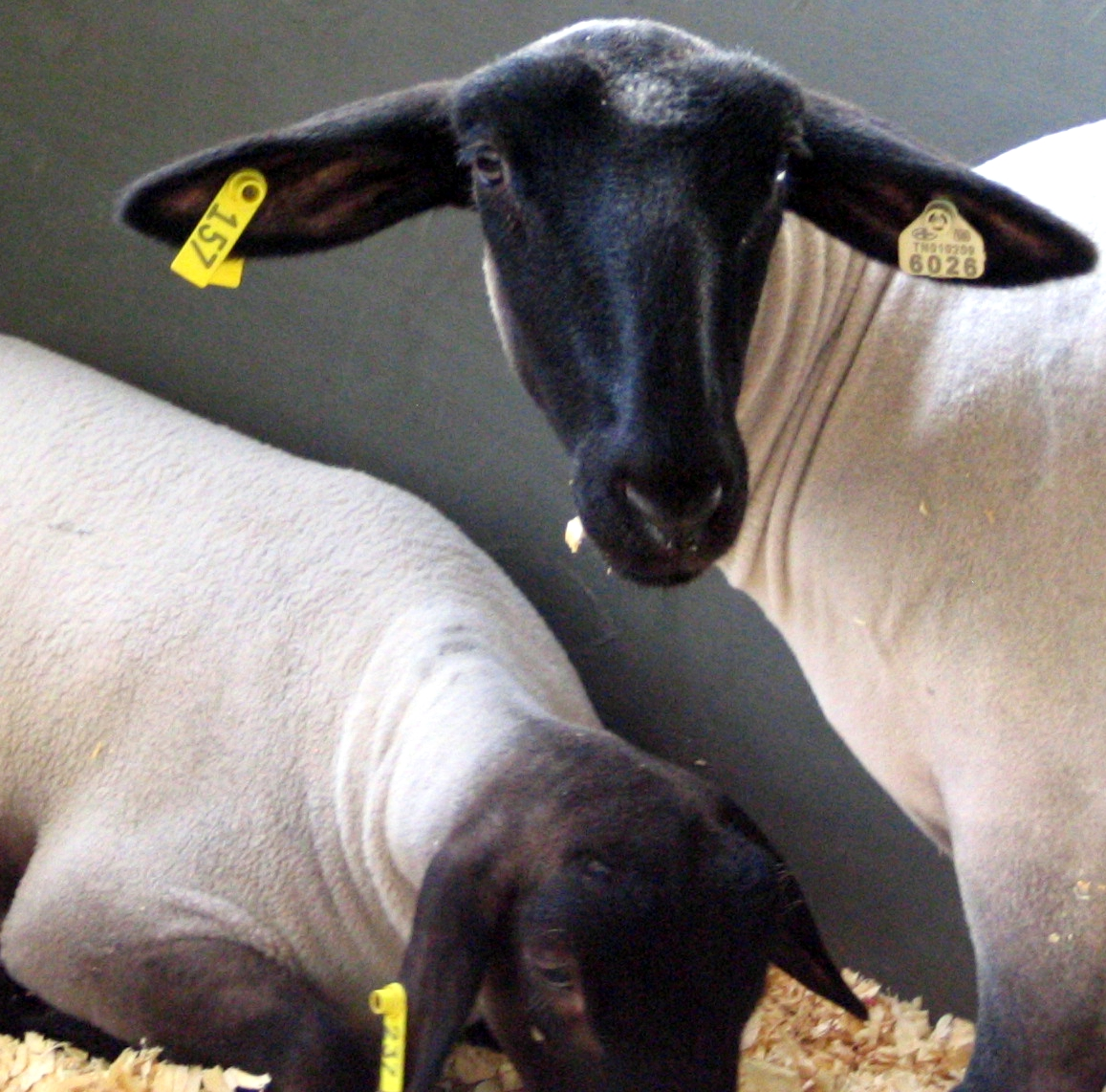
Suffolks

Els Suffolks es van originar a Anglaterra com a resultat del creixement de les ovelles de raça Southdown i la raça Norfolk Horn. Aquest creuament millorava les races parentals.

## Característiques
Els pesos de les ovelles mascle madures oscil·len entre els 110 i 160 kg. La de les ovelles femella madures són d'entre 80 i 110 kg. La seva llana és considerada de qualitat mitjana amb un diàmetre de la fibra d'entre 25,5 a 33 microns Les ovelles Suffolk tenen el cap i les potes negres i estan molt musculades.
La síndrome Spider lamb és més comuna en la raça Suffolk.